# Pseudo-Longí
Pseudo-Longí o Longí (en grec: Λογγίνος) és el nom convencional que es dona a l'autor del tractat Περὶ ὕψους (Sobre el sublim), centrat en el concepte estètic de sublim, en especial en la literatura. Longí o Pseudo-Longí (el seu nom real és desconegut) era un professor de retòrica o crític literari que visqué probablement entre el segle III aC i el segle i. Tan sols se'n coneix la seva obra Sobre el sublim.
Sobre el sublim és una de les principals obres de crítica literària de l'antiguitat clàssica, junt amb la Poètica d'Aristòtil. En aquesta, Longí analitza les obres i les classifica com a bons o dolents exemples d'escriptura. En general, promou una elevació de l'estil i l'eliminació de tota simplicitat, tendint per tant al "sublim", una bellesa extrema que produeix una pèrdua de la racionalitat i una identificació total amb el procés creatiu de l'artista i un gran plaer estètic. El sublim pot ser tan purament bell que produeix dolor en lloc de plaer. Segons Longí, hi ha cinc vies per a assolir la sublimitat: grans pensaments, emocions fortes, certes figures de parla i de pensament, dicció noble i disposició digna de les paraules.
L'autoria del tractat és bastant dubtosa. Al manuscrit conservat (Parisinus Graecus 2036), l'encapçalament indica "Dionysius o Longinus", inscripció probablement d'un copista medieval, que fou mal interpretada com a "Dionysius Longinus". Quan es preparà una edició del text s'atribuí erròniament a Dionís Cassi Longí (213-273). Com l'anotació original inclou el nom "Dionís", alguns l'han atribuït a Dionís d'Halicarnàs, autor del segle i. Pot ser que el text, en realitat, no sigui de cap d'aquests autors, sinó d'un autor desconegut de l'Imperi Romà, probablement del segle i. Altres noms proposats com a possibles autors del tractat són Hermàgores (un rètor que visqué a Roma durant el segle i), Eli Teo (autor d'una obra que té molts punts en comú amb Sobre el sublim) i Pompeu Gèminus.
Sobre el sublim fou traduït al francès i publicat el 1674 per Nicolas Boileau-Despreaux (Tractat del sublim o de les meravelles en l'oratòria), tenint molta repercussió i influint en moltes obres sobre estètica al segle xviii, principalment en l'obra d'autors com Joseph Addison, Edmund Burke, Immanuel Kant, Johann Christoph Friedrich Schiller, Arthur Schopenhauer, Victor Hugo, etc. També influí l'art, especialment al romanticisme, com es pot percebre en l'obra de Caspar David Friedrich, Joseph Mallord William Turner, Hubert Robert, etc.